# 特里尼蒂 (北卡羅萊納州)
特里尼蒂（英語：Trinity）是一個位於美國北卡羅萊納州蘭道夫縣的城市。

## 人口
根據2020年美國人口普查的數據，特里尼蒂的面積為44.17平方千米，當中陸地面積為43.73平方千米，而水域面積為0.44平方千米。當地共有人口7006人，而人口密度為每平方千米159人。